# Hayashi Akihiro
Hayashi Akihiro (林 彰洋 Hayashi Akihiro, sinh ngày 7 tháng 5 năm 1987 ở Tokyo, Nhật Bản) là một cầu thủ bóng đá người Nhật Bản thi đấu cho FC Tokyo của J1 League ở vị trí thủ môn.

## Sự nghiệp quốc tế
Vahid Halilhodžić triệu tập Hayashi để thi đấu vòng loại Giải vô địch bóng đá thế giới 2018 trước Singapore và Campuchia vào tháng 11 năm 2015.

## Thống kê câu lạc bộ
Cập nhật đến ngày 23 tháng 2 năm 2018.
| Thành tích câu lạc bộ | Thành tích câu lạc bộ       | Thành tích câu lạc bộ | Giải vô địch | Giải vô địch | Cúp                   | Cúp                   | Cúp Liên đoàn | Cúp Liên đoàn | Tổng cộng | Tổng cộng |
| Mùa giải              | Câu lạc bộ                  | Giải vô địch          | Số trận      | Bàn thắng    | Số trận               | Bàn thắng             | Số trận       | Bàn thắng     | Số trận   | Bàn thắng |
| Nhật Bản              | Nhật Bản                    | Nhật Bản              | Giải vô địch | Giải vô địch | Cúp Hoàng đế Nhật Bản | Cúp Hoàng đế Nhật Bản | J. League Cup | J. League Cup | Tổng cộng | Tổng cộng |
| --------------------- | --------------------------- | --------------------- | ------------ | ------------ | --------------------- | --------------------- | ------------- | ------------- | --------- | --------- |
| 2006                  | Ryutsu Keizai University FC | JFL                   | 8            | 0            | 1                     | 0                     | -             | -             | 9         | 0         |
| 2007                  | Ryutsu Keizai University FC | JFL                   | 4            | 0            | 0                     | 0                     | -             | -             | 0         | 0         |
| 2008                  | Ryutsu Keizai University FC | JFL                   | 10           | 0            | 0                     | 0                     | -             | -             | 10        | 0         |
| 2009                  | Ryutsu Keizai University FC | JFL                   | 1            | 0            | 0                     | 0                     | -             | -             | 1         | 0         |
| 2008–09               | Astra Giurgiu               | Liga II               | 0            | 0            | -                     | -                     | -             | -             | 0         | 0         |
| 2009-10               | Plymouth Argyle             | Championship          | 0            | 0            | -                     | -                     | -             | -             | 0         | 0         |
| 2010-11               | ROCCM                       | Derde klasse          | 10           | 0            | -                     | -                     | -             | -             | 10        | 0         |
| 2011-12               | ROCCM                       | Derde klasse          | 0            | 0            | -                     | -                     | -             | -             | 0         | 0         |
| 2012                  | Shimizu S-Pulse             | J1 League             | 26           | 0            | 1                     | 0                     | 2             | 0             | 29        | 0         |
| 2013                  | Shimizu S-Pulse             | J1 League             | 14           | 0            | -                     | -                     | 0             | 0             | 14        | 0         |
| 2013                  | Sagan Tosu                  | J1 League             | 13           | 0            | 5                     | 0                     | -             | -             | 18        | 0         |
| 2014                  | Sagan Tosu                  | J1 League             | 34           | 0            | 3                     | 0                     | 5             | 0             | 42        | 0         |
| 2015                  | Sagan Tosu                  | J1 League             | 23           | 0            | 3                     | 0                     | 4             | 0             | 30        | 0         |
| 2016                  | Sagan Tosu                  | J1 League             | 34           | 0            | 2                     | 0                     | 3             | 0             | 39        | 0         |
| 2017                  | FC Tokyo                    | J1 League             | 27           | 0            | 0                     | 0                     | 8             | 0             | 35        | 0         |
| Quốc gia              | Nhật Bản                    | Nhật Bản              | 184          | 0            | 15                    | 0                     | 22            | 0             | 221       | 0         |
| Quốc gia              | Romania                     | 0                     | 0            | –            | –                     | –                     | –             | 0             | 0         |           |
| Quốc gia              | England                     | England               | 0            | 0            | –                     | –                     | –             | –             | 0         | 0         |
| Quốc gia              | Belgium                     | Belgium               | 10           | 0            | –                     | –                     | –             | –             | 10        | 0         |
| Tổng                  | Tổng                        | Tổng                  | 194          | 0            | 15                    | 0                     | 22            | 0             | 231       | 0         |